# Hör vad du säger men jag har glömt vad du sa
Hör vad du säger men jag har glömt vad du sa är Danny Saucedos fjärde studioalbum, utgivet 2015.

## Låtlista
1. Brinner i bröstet – 3:42
2. Varje minut varje sekund – 3:47
3. Dör för dig – 2:56
4. Ta på dig jackan – 3:13
5. Kandelabern – 3:47
6. Så som i himlen – 3:29
7. Söndagkväll – 2:48
8. Junikårn – 3:02
9. För evigt – 3:54
10. Släppa taget – 3:26

## Listplaceringar
| Lista (2015) | Topplacering |
| ------------ | ------------ |
| Sverige      | 3            |